# Scopitone
Cet article concerne le jukebox vidéo. Pour le festival de musiques électroniques, voir Festival Scopitone.

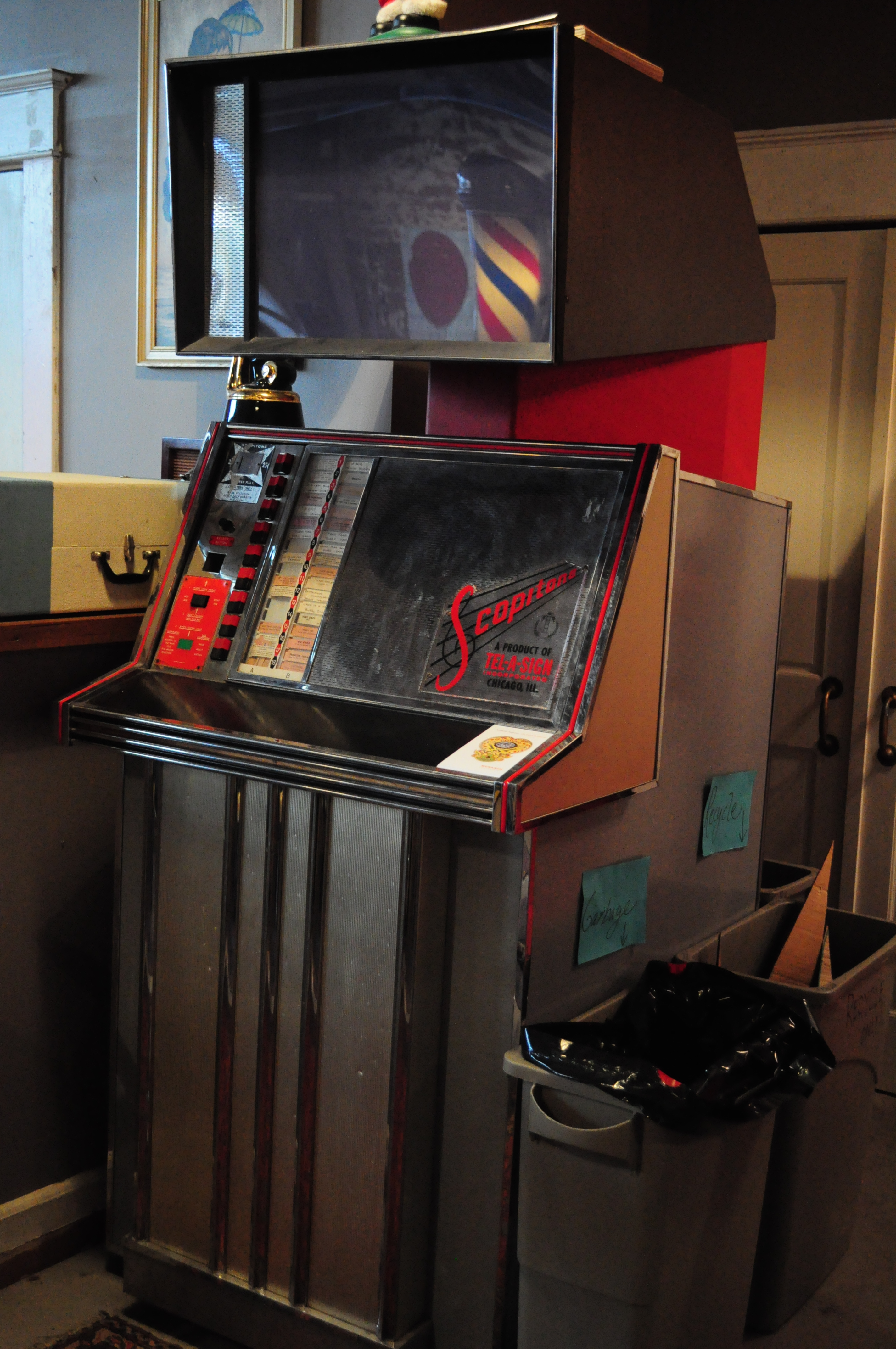
Scopitone de marque Tel-A-Sign (Chicago), modèle n°450.

Le Scopitone (du grec scopein - regarder - et tonos - tonalité) est un jukebox associant l'image au son. Il s'est répandu en France au début des années 1960. Le plus gros constructeur d'appareils a été la société française Cameca. Le mot « Scopitone » désigne aussi les films eux-mêmes.

## Historique

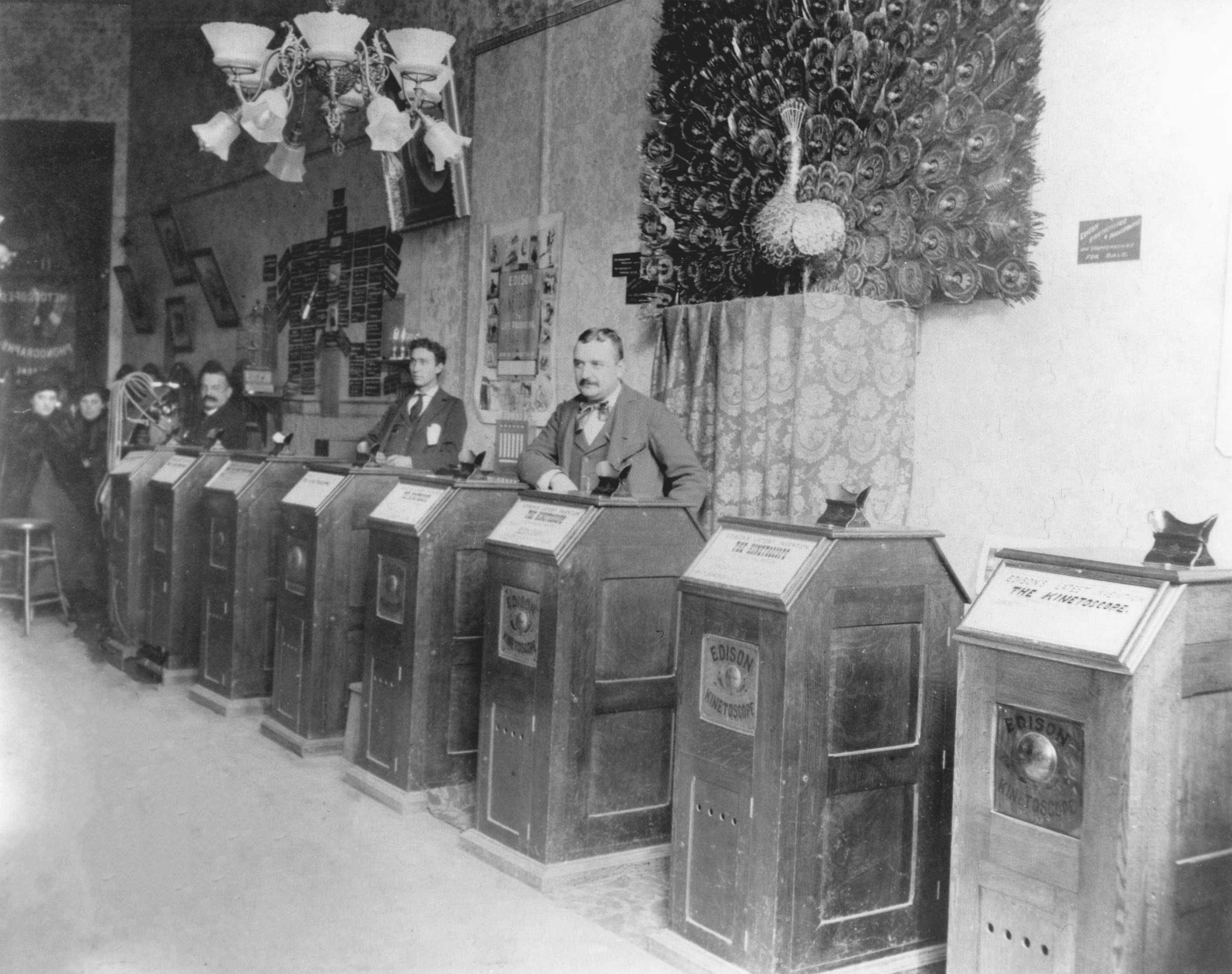
Un salon de kinétoscopes (Kinetoscope Parlor) à San Francisco, 1894.

L'un des premiers ancêtres du Scopitone breveté « Kinétoscope », également ancêtre du cinématographe, est conçu dès l'année 1888. Cet appareil à pièce de monnaie permet à une seule personne, de visionner une courte séquence muette en boucle, généralement un très court métrage divertissant, comique, de cirque ou encore, réservé à un public adulte. L'appareil ne projette pas l'image sur un écran externe mais une double optique intégrée au meuble, similaire à une loupe binoculaire permet de visionner le film.

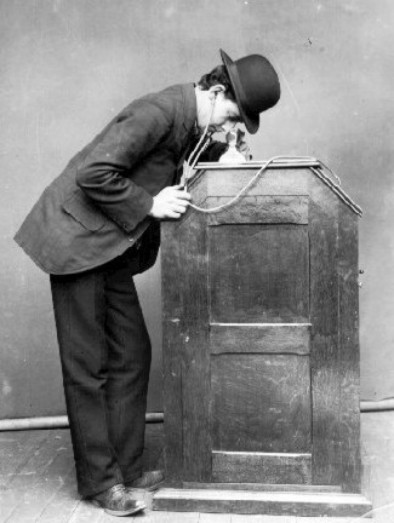
Le Kinetoscope sonore nommé « Kinetophone », en 1895.

En 1895, un dispositif sonore est ajouté au Kinétoscope sous le nom « Kinétophone » et il permet d'entendre et de visionner des séquences musicales, chants, spectacles scéniques ou dansants à l'aide d'écouteurs reliés à un phonographe interne jouant un disque simultanément à la projection interne du film. Dans cette formule, une pièce de monnaie permet de lancer l'une des séquences au choix. Mais ce procédé est rapidement abandonné et il faut attendre une cinquantaine d'années pour qu'un nouveau format apparaisse très similaire au futur Scopitone.

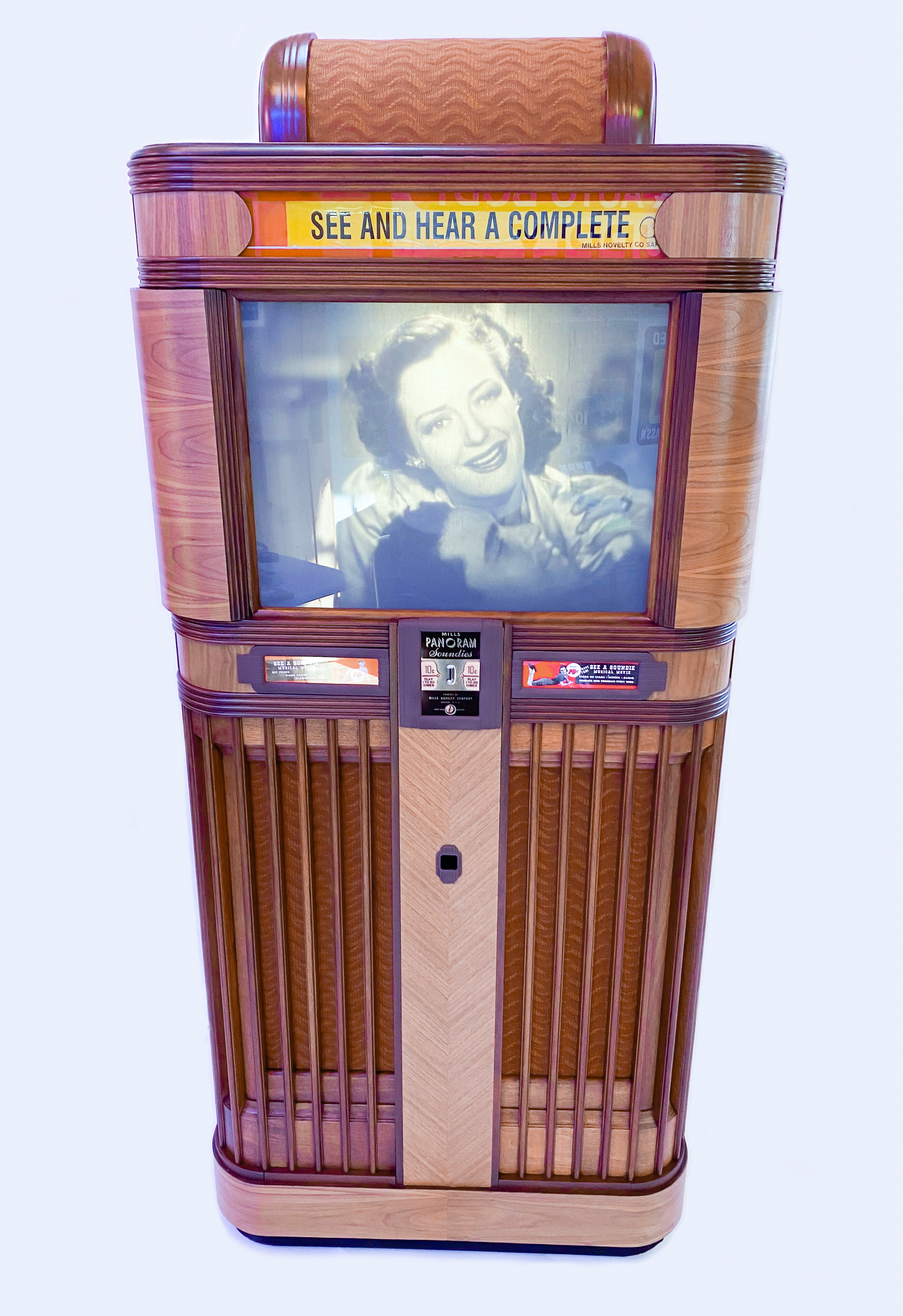
Durant les années 1940, l'appareil « Panoram » (Chicago) représente un autre ancêtre du Scopitone, avec films en noir et blanc.

Le second principal ancêtre du Scopitone est le Panoram, appareil développé dans les années 1940 aux États-Unis par la Mills Novelty Company, de Chicago. Ce dispositif peut projeter sur son écran en verre dépoli, plusieurs Soundies ou courts-métrages musicaux sur format pellicule 16 mm, avec un choix pouvant aller jusqu'à huit films différents. Ces courts-métrages mettent en scène notamment les rois du jazz, comme Duke Ellington.
L'appareil américain sombre dans l'oubli mais l'idée d'installer dans les cafés des appareils similaires aux juke-boxes, en ajoutant l'image au son, resurgit en France et en Italie, à la fin des années 1950. Plusieurs brevets sont dès lors déposés, notamment par l'Italien Teresio Dessilani (février 1958) et les Français Roland Bourg (juillet 1957), Roger Barascut (juillet 1958) et Lucien Félix Prat (juillet 1958). La société Cameca, filiale de la Compagnie générale de la télégraphie sans fil (CSF) et son directeur technique Frédéric Mathieu, ne déposent leur brevet qu'en 1959. Ils n'ont guère de mal à contourner les récents brevets français, en exhumant ceux des Américains datant de 1939 et en mettant à profit l'expérience de Cameca, antérieurement Radio-Cinéma, dans le domaine des projecteurs de salles de cinéma comme dans celui de la production de films.
La société italienne Società Internazionale Fonovisione présente son modèle, le Cinebox, à Rome, le 11 avril 1959. L'appareil avait une hauteur de 1,75 mètre, une largeur de 96 cm, une profondeur de 90 cm et un poids de 170 kg. 40 films peuvent être montés sur le Cinebox. De son côté, Cameca présente son premier modèle, le ST16, à la Foire de Paris des 14-29 mai 1960.
Le Cinebox domine le marché italien alors que le Scopitone domine le marché français mais ce dernier s'impose également dans d'autres pays européens et surtout aux États-Unis. Le ST16 présente à peu près les mêmes caractéristiques que son concurrent italien. Le ST36 lancé commercialement en 1963 est un peu plus volumineux mais il bénéficie d'un profil plus élancé et sa cadence image est de 21 films à l'heure, ce qui est important pour permettre au cafetier d'amortir un matériel qui coûte 15 000 francs.
En 1961, le prix demandé au consommateur pour projeter un film était d'un « nouveau franc » et dans les années 1970, une pièce de cinq francs est requise. Le Scopitone 450, fabriqué à Chicago par la société Tel-A-Sign sous licence Cameca, n'est toutefois commercialisé qu'aux États-Unis, à partir de 1965.
Au début des années 1960, les profits réalisés par Cameca avec le Scopitone sont très substantiels et ces bénéfices sont notamment investis dans le développement d'une nouvelle gamme d'instruments scientifiques, parmi lesquels des SIMS. Toutefois, à partir de 1965, les ventes commencèrent à stagner, les marges des exploitants étant notamment amputées des redevances payées à la SACD. La production des appareils à l'usine de Courbevoie est arrêtée en 1968.
Aux États-Unis où le volume des ventes atteint en 1964 le niveau de 7,7 millions de dollars, les ventes se maintiennent à un bon niveau jusqu'en 1966 où une enquête fédérale sur les liens de Tel-A-Sign avec une partie de la mafia qui rackette les machines à sous, sonne le début du déclin qui va conduire à la faillite de la société en 1969.

## Description

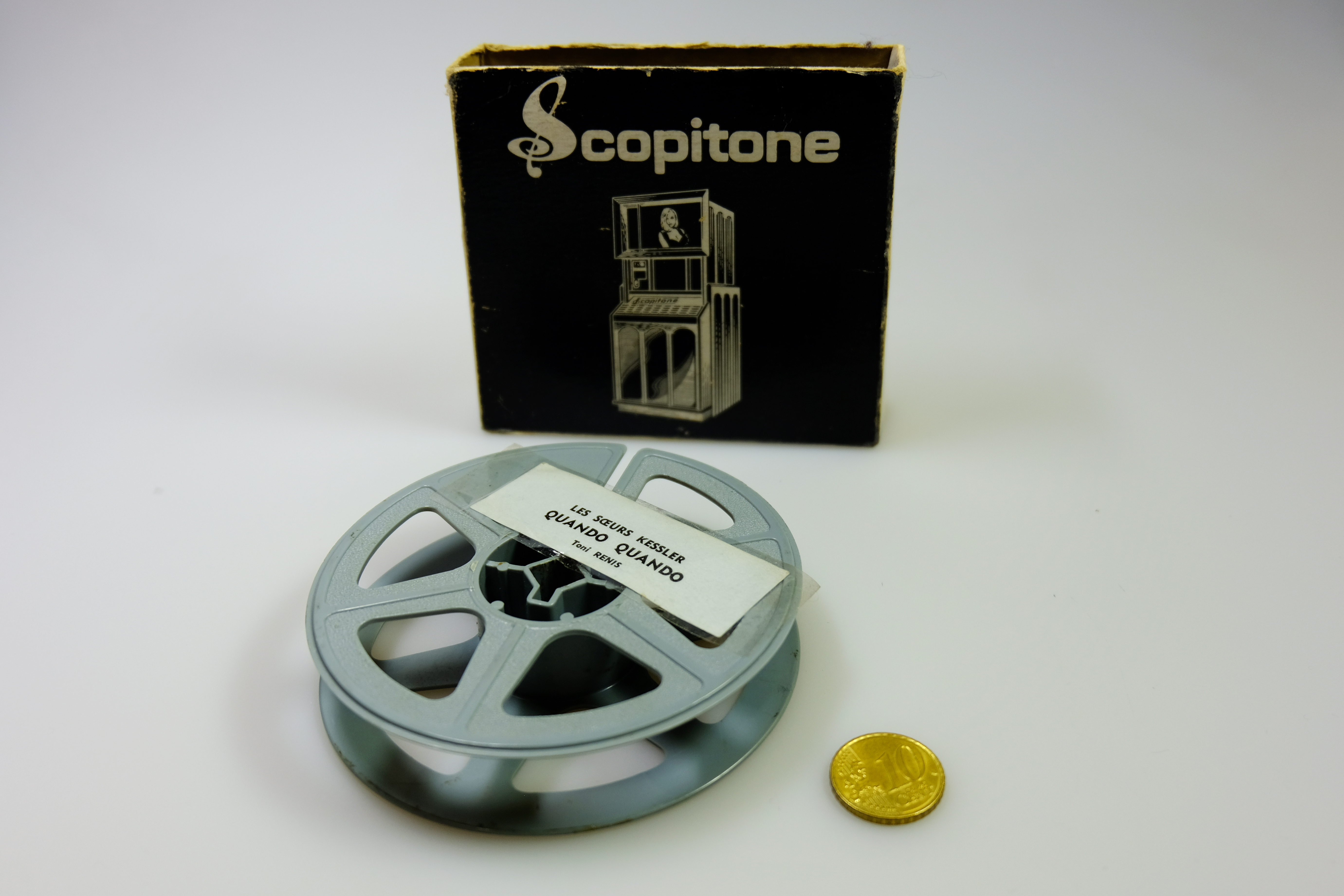
Bobine de film Scopitone (chanson italienne Quando quando quando).

Le ST16, commercialisé à partir de 1960, contient 36 petits films musicaux en couleurs d'une longueur maximale de cinquante mètres, filmés en 35 mm couleurs réduits au format 16 mm, le son étant enregistré en play-back à partir d'une bande fournie par la maison de disque.
Les films sont projetés sur un écran en verre dépoli de 54 centimètres qui lui donne l'aspect d'un téléviseur en couleurs, objet qui n'existe à l'époque qu'aux États-Unis ou dans les laboratoires d'ingénieurs comme Henri de France (1911-1986). Le son provient de la lecture d'une piste magnétique couchée sur le film et est diffusé grâce à un amplificateur de 8 watts. Le haut-parleur de 21 cm x 32 cm est placé sous l'écran et délivre une écoute de haute fidélité. L'appareil pèse 180 kg pour une hauteur de 1,80 mètre, une largeur de 1,08 mètre et une profondeur de 98 cm.
Le ST36, commercialisé en 1963 est plus haut (2 mètres), moins large (86 cm) mais plus profond (1,2 mètre) et la diagonale de son écran atteint 65 cm.

## Production de films
En France dès 1960, huit films sont réalisés par Alexandre Tarta en 35 mm couleur, avant réduction en 16 mm couleurs pour la présentation à la Foire de Paris. Pour préparer le lancement commercial, une nouvelle série de huit films mettant en scène les plus grands succès de la chanson est réalisée aux Studios Éclair d'Épinay-sur-Seine. En décembre 1960, 40 titres toujours réalisés à Épinay par Alexandre Tarta sont disponibles, la durée de chaque film étant de deux à trois minutes. Beaucoup plus tard, plus de 400 films (dont notamment les Scopitones maghrébins) seront tournés en partie dans les sous-sols de l'usine Cameca de Courbevoie.
Sur les 453 Scopitones en français, en anglais ou en espagnol composant le catalogue officiel de la société Cameca, inventeur et fabricant du jukebox images Scopitone, le réalisateur Alexandre Tarta crée les 118 premières unités,,,.
L'un des autres principaux metteurs en scène de ces clips de trois minutes est Claude Lelouch, se faisant ainsi les dents dans la réalisation cinéma, créant 65 Scopitones à partir du no 119. Andrée Davis-Boyer dite « Mamy Scopitone » en réalise elle-même 55 à partir du no 263, dès l'année 1964. Parmi les autres réalisateurs, on peut citer Pierre Cardinal, Jean-Christophe Averty, Alain Brunet (58 films à partir du no 257), François Reichenbach, Robert Valey ou encore Gérard Sire, à partir du no 194, 19 films).
Les films sont le plus souvent réalisés en sept ou huit heures, avec des budgets ridicules soit dix sept mille francs français en moyenne, tournage et montage compris. La créativité et le sens de l'adaptation des metteurs en scène sont mises à rude épreuve. Ces ancêtres des clips peuvent être aussi considérés comme une forme de cinéma comme notamment, les créations de Claude Lelouch); à tel point que la revue Les Cahiers du cinéma consacre, dans son édition de février 1963, un article au phénomène Scopitone, en soutenant cette production de courts-métrages.

## Nomenclature actualisée
Dans la liste précédente des Scopitones diffusés, seuls ceux suivis de la majuscule A et d'un numéro de 1 à 453 figurent dans le catalogue officiel du producteur Camec, les autres étant destinés aux marques concurrentes du Scopitone. Le mot Scopitone, tombé quelque peu dans l'oubli comme l'appareil qu'il décrit, est remis au goût du jour depuis les années 2000. Il est le titre nom d'un festival se déroulant à Nantes depuis 2002 et est utilisé par Tété dans sa chanson À la faveur de l'automne en 2004 évoquant les « couleurs de super-Scopitone ».
La chaîne Paris Première rend hommage au Scopitone entre 2007 et 2010, dans son émission Do You Do You Scopitone ? présentée par Mareva Galanter, également diffusée sur la chaîne publique belge, la RTBF.
Dans l'esprit des Scopitones, il existe depuis 2010 des créations appelées « Diorascope », sous la forme de dioramas comportant des moyens vidéo et consacrés à certains réalisateurs, acteurs ou films.

### Filmographie
- Michèle Collery,et Anaïs Prosaïc, Trésor de scopitones arabes, kabyles et berbères, film documentaire 52', Production Dum Dum Films, Canal +, 1999[22]